# Monoculodes dentimanus
Monoculodes dentimanus is een vlokreeftensoort uit de familie van de Oedicerotidae. De wetenschappelijke naam van de soort is voor het eerst geldig gepubliceerd in 1990 door Jo.